# Paralouatta marianae
Paralouatta marianae (McPhee et al., 2003) è una specie estinta di primate platirrino della famiglia dei Pitecidi.
Questo animale visse all'inizio del Miocene sull'isola di Cuba: i suoi resti sono stati ritrovati nella parte centro-meridionale dell'isola, in corrispondenza di quello che un tempo era un ponte terrestre verso l'isola di Hispaniola.
Gli studiosi che scoprirono i resti di questi animali, notando la somiglianza fra i resti del cranio di questi animali, pensarono di trovarsi di fronte una specie estinta di scimmia urlatrice (genere Alouatta): in realtà, le scimmie urlatrici sono solo lontanamente imparentate con le scimmie cubane, più prossime filogeneticamente al genere Callicebus, come dimostrato in seguito da un'analisi della chiostra dentaria: in particolare, questi animali fanno parte della tribù degli Xenotrichini, contenente altri due generi di scimmie vissute nei Caraibi ed evolutesi a partire dalla sottofamiglia dei Callicebinae fra l'Oligocene ed il Miocene.
Seppure appartenenti ad una famiglia di scimmie strettamente arboricole come i Pitecidi, la conformazione delle ossa pelviche di questi animali simile a quella di alcune scimmie semiarboricole (genere Presbytis) lascia presupporre che passassero del tempo al suolo.

Seppure più piccole rispetto all'altra specie ascritta al genere, Paralouatta varonai, questi animali raggiungevano comunque una taglia rispettabile, comparabile in lunghezza e peso a quella raggiunta dalle scimmie urlatrici.